# 周可愛
周可愛（英語：Chau Ho-oi，1997年—），自決派人士，香港社運人士，學民思潮前常委、香港眾志前成員。

## 生平
2014年，周可愛在文憑試後加入學民思潮，同年入讀明愛專上學院社會科學系。後參與雨傘革命的佔領活動，並留守至12月11日金鐘佔領區清場時被警方拘捕，時年17歲，是金鐘清場行動中最年輕的被捕者。
2016年3月20日，學民思潮宣佈解散，周可愛與其他常委成員接受了《立場新聞》一連七集的《學民退潮》系列專訪，周在訪問中表示普羅大眾在雨革前後對學民的態度迥異，已開始變得冷淡和反感。周於同年加入香港眾志。2016年5月張德江訪港期間，周與另一位眾志成員林淳軒和西環飛躍動力成員劉偉德曾到其下榻的灣仔君悅酒店外示威，但被警方阻止並沒收他們的示威標語。

## 感情生活
2018年，周可愛曾被東網電視記者拍到她跟前黨友林淳軒多次約會和有親密行為。